# Nautilus
|  | Per a altres significats, vegeu «Corbeta Nautilus». |

Nautilus és un gènere de mol·luscs cefalòpodes de la família Nautilidae que conté set espècies de les quals en queden quatre de vivents, que difereixen significativament en aspectes de morfologia dels nàutils emplaçats en el gènere germà Allonautilus; el tret diferencial més evident és la manca de llombrígol en les espècies del gènere Nautilus. Són els únics cefalòpodes amb una closca externa permanent i ben desenvolupada.

## Taxonomia
El gènere Nautilus inclou set espècies, tres de les quals són fòssils:
- Nautilus belauensis Saunders, 1981
- Nautilus macromphalus G. B. Sowerby II, 1849
- Nautilus pompilius Linnaeus, 1758
- Nautilus stenomphalus G. B. Sowerby II, 1849
- Nautilus clarkanus Hall, 1858 † (Carbonífer)
- Nautilus cookanum Whitfield, 1892 † (Eocè)
- Nautilus praepompilius Shimansky, 1957 † (Eocè superior – Oligocè)